# Криворожский проезд
Криворо́жский прое́зд (название с 1990 года) — проезд в Южном административном округе города Москвы на территории Нагорного района.

## История
Проезд получил название в 1990 году по примыканию к Криворожской улице, в свою очередь названной по городу Кривой Рог Украинской ССР в связи с расположением на юге Москвы.

## Расположение
Криворожский проезд проходит от Криворожской улицы на юг, поворачивает на юго-запад, затем на юго-восток и проходит до Симферопольского проезда.

## Примечательные здания и сооружения
По нечётной стороне:
- д. 1, стр. 1 — школа-интернат № 72.

## Транспорт

### Наземный транспорт
По Криворожскому проезду маршруты наземного общественного транспорта не проходят. У северного конца проезда, на Криворожской улице, расположена остановка «Криворожский проезд» автобуса с929. У юго-восточного конца проезда расположены: остановка «Нахимовский проспект» трамваев 3, 16, автобуса н8 (на Симферопольском бульваре); остановка «Симферопольский бульвар» трамваев 3, 16, автобусов с929, н8 (на Нахимовском проспекте); остановка «Симферопольский бульвар» автобусов т52, е29, м19 (на Нахимовском проспекте).

### Метро
- Станция метро «Нагорная» Серпуховско-Тимирязевской линии — севернее проезда, на Электролитном проезде.
- Станция метро «Нахимовский проспект» Серпуховско-Тимирязевской линии — юго-западнее проезда, на Азовской улице у её примыкания к Нахимовскому проспекту, у пересечения с Сивашской улицей и у примыкания к ней Фруктовой улицы.